# Latabár Kálmán (színművész, 1938–2000)
Ifjabb Latabár Kálmán (Budapest, 1938. december 7. – Budapest, 2000. március 15.) Jászai Mari-díjas magyar színész. A legrégibb magyar színészdinasztia leszármazottja. Ükapja Latabár Endre, dédapja Latabár Kálmán Árpád, nagyapja id. Latabár Árpád, apja Latabár Kálmán mindannyian neves színészek voltak. Fia, Latabár Árpád is színész lett.

## Élete
1962-ben végezte el a Színház- és Filmművészeti Főiskolát, majd a Pécsi Nemzeti Színház szerződtette. 1964-től a Fővárosi Operettszínház tagja volt. A Latabár-dinasztia tagjaként a családi hagyományok folytatója. Ifj. Latabár Kálmán külsőre nagyon hasonlított édesapjára, Latabár Kálmánra. Használta színészi eszközeit, közel érezte önmagához megoldásait, s ezért a kritikák nem egyszer „hasonmásnak” titulálták. Játszott is édesapjával együtt. Egyformára öltözve énekeltek-táncoltak. Színészként édesapja árnyékában élte le életét. 
2000. március 31-én a budapesti Farkasréti temetőben helyezték örök nyugalomra.

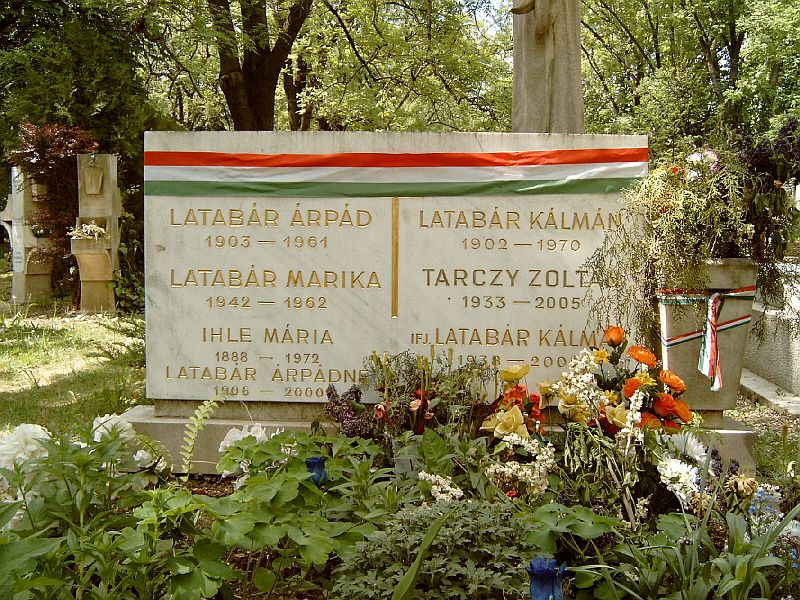
A Latabár-család sírja Budapesten. Farkasréti temető: 31/1-1-9/10

## Színházi szerepei
- Kálmán Imre: Csárdáskirálynő....Miska főpincér
- Ifj. Johann Strauss: A denevér....Frosch
- Fred Ebb–John Kander: A pókasszony csókja
- Joseph Stein–Jerry Bock–Sheldon Harnick: Hegedűs a háztetőn....Rabbi

## Filmszerepei
- Eszpresszóban (1959, rövid játékfilm, rendező: Kardos Ferenc)
- Plusz 1 fő (1966, rendező: Seregi László)
- Az özvegy és a százados (1967, rendező: Palásthy György)
- Irány Mexikó! (1968, rendező: Zsurzs Éva)
- Alfa Rómeó és Júlia (1968, rendező: Mamcserov Frigyes)
- Az élet muzsikája (1984, rendező: Palásthy György)

## Díjai
- Jászai Mari-díj (1988)